# FV102 Striker
FV102 Striker là tên một loại xe chở tên lửa điều khiển chống tăng thuộc dòng CVR(T) và phục vụ cho quân đội Anh.

## Sơ lược
FV102 Striker sử dụng tên lửa điều khiển chống tăng Swingfire thuộc dòng CVR(T). FV102 Striker có nhiều điểm tương đồng với mẫu FV103 Spartan nhưng nó khác ở chỗ là có thể mang được 5 tên lửa ở phía sau xe sẵn sàng để khai hỏa bất cứ lúc nào. Ngăn chứa tên lửa nâng lên 35º(622mils) để bắn. Ống ngắm có thể được tháo ra và ngắm từ xa ở một khoảng cách an toàn, tên lửa có thể được bắn lên cao 90 độ trước khi nó lao xuống mục tiêu.Tên lửa được dẫn đường bằng hệ thống MCLOS, về sau sử dụng hệ thống dẫn đường SACLOS. Vũ khí phụ là súng máy đa chức năng.

## Phát triển
Striker được sử dụng để phóng tên lửa Swingfire. Những mẫu đầu tiên được sản xuất vào năm 1975 và được chuyển cho lực lượng pháo binh. Mẫu đầu tiên sử dụng động cơ Jaguar J60 dung tích 4.2 l, 6 xy-lanh, dùng xăng để chạy. Về sau, nó được thay thế bằng động cơ diesel Cummins BTA 5.9 thông qua chương trình CVR(T) LEP.

## Lịch sử hoạt động
Striker lần đầu tiên hoạt động vào năm 1976, phục vụ cho lực lượng pháo binh Anh Quốc. Về sau, nó được chuyển qua lực lượng thiết giáp Anh Quốc và phục vụ với vai trò xe tăng do thám. FV102 Striker thôi phục vụ cho lực lượng Anh Quốc vào giữa năm 2005 và tên lửa Swingfire được thay thế bằng Javelin.

## Thông số kỹ thuật
- Khoảng sáng gầm: 0,35 m.
- Số đạn mang được: 10 tên lửa Swingfire,  7,62 mm NATO x 3.000 viên.
- Khung tăng thiết kế bởi Alvis Vehicles Limited, Telford, Shropshire, West Midlands, Anh.